# 요시노군

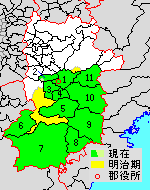
나라현 요시노군의 범위(1.요시노정 2.오요도정 3.시모이치정 4.구로타키촌 5.덴카와촌 6.노세가와촌 7.도쓰카와촌 8.시모키타야마촌 9.가미키타야마촌 10.가와카미촌 11.히가시요시노촌 연노랑: 후에 다른 군에 편입된 구역 연녹색: 후에 다른 군에서 편입된 구역)

요시노군(일본어: 吉野郡, よしのぐん)은 일본 나라현(야마토국)에 있는 군이다.
인구 32,824명, 면적 2,054.9km², 인구밀도 16명/km².(2025년 3월 1일, 추계인구)
이하 3정 8촌으로 구성된다.
- 오요도정(大淀町)
- 시모이치정(下市町)
- 요시노정(吉野町)
- 가미키타야마촌(上北山村)
- 가와카미촌(川上村)
- 구로타키촌(黒滝村)
- 시모키타야마촌(下北山村)
- 덴카와촌(天川村)
- 도쓰카와촌(十津川村)
- 노세가와촌(野迫川村)
- 히가시요시노촌(東吉野村)

## 군역
1880년 행정 구역으로 발족 당시의 군역은 위의 3정 8촌에서 오요도정의 일부를 제외하고 아래 구역을 더한 구역에 해당한다.
- 고조시의 일부
- 우다시의 일부

기나이에서는 가장 큰 면적을 가진 군이었다. 또한, 현재의 가미키타야마촌과 시모키타야마촌은 고대에는 기이국 무로군의 일부였지만, 후에 요시노군에 편입되었다.

## 역사

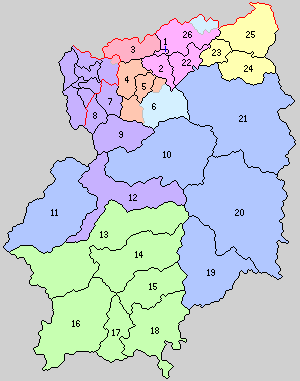
1.가미이치정 2.요시노촌 3.오요도촌 4.시모이치촌 5.아키노촌 6.미나미요시노촌 7.시로가네촌 8.아노촌 9.무네히촌 10.덴카와촌 11.노세가와촌 12.오토촌 13.기타토쓰카와촌 14.도쓰카와하나조노촌 15.나카토쓰카와촌 16.니시토쓰카와촌 17.미나미토쓰카와촌 18.히가시토쓰카와촌 19.시모키타야마촌 20.가미키타야마촌 21.가와카미촌 22.구즈촌 23.오가와촌 24.시고촌 25.다카미촌 26.류몬촌 (보라: 고조시 위쪽 하늘색: 우다시 분홍: 요시노정 빨강: 오요도정 주황: 시모이치정 아래 하늘색: 구로타키촌 녹색: 도쓰카와촌 노랑: 히가시요시노촌 녹색: 병합 없음)

- 1889년 4월 1일 - 정촌제 시행으로, 아래의 정촌이 발족.(1정 25촌)
  - 가미이치정(上市町): 현 요시노정
  - 요시노촌(吉野村): 현 요시노정
  - 오요도촌(大淀村): 현 오요도정
  - 시모이치촌(下市村): 현 시모이치정
  - 아키노촌(秋野村): 현 시모이치정
  - 미나미요시노촌(南芳野村): 현 구로타키촌, 시모이치정
  - 시로가네촌(白銀村): 현 고조시
  - 아노촌(賀名生村): 현 고조시
  - 무네히촌(宗檜村): 현 고조시
  - 덴카와촌(天川村)(현존)
  - 노세가와촌(野迫川村)(현존)
  - 오토촌(大塔村): 현 고조시
  - 기타토쓰카와촌(北十津川村): 현 도쓰카와촌
  - 도쓰카와하나조노촌(十津川花園村): 현 도쓰카와촌
  - 나카토쓰카와촌(中十津川村): 현 도쓰카와촌
  - 니시토쓰카와촌(西十津川村): 현 도쓰카와촌
  - 미나미토쓰카와촌(南十津川村): 현 도쓰카와촌
  - 히가시토쓰카와촌(東十津川村): 현 도쓰카와촌
  - 시모키타야마촌(下北山村)(현존)
  - 가미키타야마촌(上北山村)(현존)
  - 가와카미촌(川上村)(현존)
  - 구즈촌(国樔村): 현 요시노정
  - 오가와촌(小川村): 현 히가시요시노촌
  - 시고촌(四郷村): 현 히가시요시노촌
  - 다카미촌(高見村): 현 히가시요시노촌
  - 류몬촌(龍門村): 현 요시노정,  우다시
- 1890년
  - 4월 1일 - 시모이치촌이 정제 시행으로 시모이치정(下市町)이 됨.(2정 24촌)
  - 6월 19일 - 도쓰카와하나조노촌·니시토쓰카와촌·기타토쓰카와촌·미나미토쓰카와촌·히가시토쓰카와촌·나카토쓰카와촌이 합병하여, 도쓰카와촌(十津川村)이 발족.(2정 19촌)
- 1890년 9월 29일 - 류몬촌의 일부가 분리되어 가미류몬촌(上龍門村)이, 일부가 분리되어 나카류몬촌(中龍門村)이 각각 발족.(2정 21촌)
- 1894년 6월 14일 - 구즈촌의 일부가 분리되어 나카쇼촌(中荘村)이 발족.(2정 22촌)
- 1912년 7월 1일 - 미나미요시노촌이 분리되어, 일부에 뉴촌(丹生村)이, 잔여부에 구로타키촌(黒滝村)이 각각 발족.(2정 23촌)
- 1921년 2월 11일 - 오요도촌이 정제 시행으로 오요도정(大淀町)이 됨.(3정 22촌)
- 1928년 4월 29일 - 요시노촌이 정제 시행으로 요시노정(吉野町)이 됨.(4정 21촌)
- 1942년 2월 11일 - 가미류몬촌이 우다군 마쓰야마정·간베촌·세이시촌과 합병하여 우다군 오우다정이 발족.(4정 20촌)
- 1949년
  - 1월 1일 - 다카미촌의 일부가 오가와촌에 편입.
  - 5월 3일 - 구로타키촌의 일부가 아키노촌에 편입.
- 1952년 7월 1일 - 오요도정이 우치군 오아다촌의 일부를 편입.
- 1956년
  - 1월 1일 - 아키노촌이 시모이치정에 편입.(4정 19촌)
  - 5월 3일 - 가미이치정·요시노정·나카쇼촌·구즈촌·나카류몬촌·류몬촌이 합병하여, 새로이 요시노정이 발족.(3정 15촌)
  - 9월 30일 - 뉴촌이 시모이치정에 편입.(3정 14촌)
- 1958년 3월 1일 - 오가와촌·시고촌·다카미촌이 합병하여, 히가시요시노촌(東吉野村)이 발족.(3정 12촌)
- 1959년 4월 1일 - 시로가네촌·아노촌·무네히촌이 합병하여, 니시요시노촌(西吉野村)이 발족.(3정 10촌)
- 2005년 9월 25일 - 니시요시노촌·오토촌이 고조시에 편입.(3정 8촌)